# Stilobezzia ohakunei
Stilobezzia ohakunei är en tvåvingeart som beskrevs av Ingram och John William Scott Macfie 1931. Stilobezzia ohakunei ingår i släktet Stilobezzia och familjen svidknott. Inga underarter finns listade i Catalogue of Life.